# 白果乡 (广元市)
白果乡，是中华人民共和国四川省广元市昭化区曾经下辖的一个乡。2019年12月，撤销白果乡，将原白果乡狮子村、田岩村所属行政区域划归卫子镇管辖，白果社区、青光村、会果村、竹林村、山溪村、金牛村所属行政区域划归红岩镇管辖。

## 行政区划
白果乡撤销前下辖以下地区：
白果乡社区、金牛村、青光村、山溪村、会果村、狮子村、田岩村和竹林村。